# 塞米尔
塞米尔（法語：Sermur，法語發音：[sɛʁmyʁ]）是法国克勒兹省的一个市镇，属于欧比松区。

## 地理
塞米尔（45°58'31"N, 2°25'52"E）面积19.5 平方千米，位于法国新阿基坦大区克勒兹省，该省份为法国中部省份，位于法國中央高原西北部，北起安德尔省和谢尔省，西接维埃纳省，南至科雷兹省，东临多姆山省，东北与阿列省接壤。
与塞米尔接壤的市镇（或旧市镇、城区）包括：布鲁斯、新比西耶尔、勒孔帕、利乌莱蒙日、吕佩尔萨、莫特。

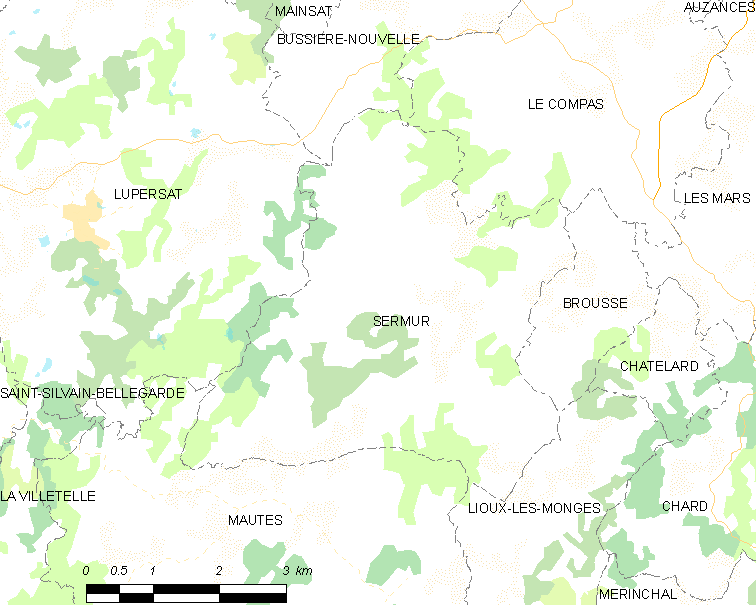
塞米尔的OSM定位图

塞米尔的时区为UTC+01:00、UTC+02:00（夏令时）。

## 行政
塞米尔的邮政编码为23700，INSEE市镇编码为23171。

## 政治
塞米尔所属的省级选区为欧藏斯县。

## 人口

1962-2008年间塞米尔人口变化图示

塞米尔于2022年1月1日时的人口数量为103人。